# Eurocoelotes drenskii
Eurocoelotes drenskii là một loài nhện trong họ Amaurobiidae.
Loài này thuộc chi Eurocoelotes. Eurocoelotes drenskii được miêu tả năm 1990 bởi Deltshev.